# Мохамед Фліссі
Мохамед Фліссі (араб. محمد فليسى, нар. 13 лютого 1990, Бумердес, вілаєт Бумердес) — алжирський боксер, чемпіон та призер Всеафриканських ігор, призер чемпіонатів світу серед аматорів.

## Спортивна кар'єра
2011 року Мохамед Фліссі на Всеафриканських іграх завоював срібну медаль в категорії до 49 кг.
На чемпіонаті світу 2011 програв у першому бою.
2012 року здобув путівку на Олімпійські ігри 2012, але програв там у першому бою Каео Понгпраюн (Таїланд) — 11-19.
На чемпіонаті світу 2013 здобув чотири перемоги, а у фіналі програв Біржану Жакипову (Казахстан) — 0-3.
Виступав протягом одного сезону 2013/2014 років за алжирську команду напівпрофесійної ліги WSB «Algeria Desert Hawks» («Алжирські яструби пустелі»), де здобув 3 перемоги і зазнав 3 поразки.
2014 року Фліссі перейшов до найлегшої категорії. 2015 року став у новій вазі чемпіоном Африки та Африканських ігор. На чемпіонаті світу 2015 здобув дві перемоги, а у півфіналі програв Ельвіну Мамішзаде (Азербайджан).
2016 року здобув путівку на Олімпійські ігри 2016. У 1/8 фіналу Фліссі переміг Даніеля Асенова (Болгарія) — 3-0, а у чвертьфіналі програв Йоель Фіноль (Венесуела) — 0-3.
2017 року вдруге став чемпіоном Африки. На чемпіонаті світу 2017 програв у першому бою.
2019 року Мохамед Фліссі на Африканських іграх завоював бронзову медаль. На чемпіонаті світу 2019 програв у другому бою Йосвані Вейтія (Куба).
На Олімпійських іграх 2020 програв у першому бою Карло Паалам (Філіппіни) — 0-5.